# Rosamaria Murtinho
Rosa Maria Murtinho (Belém, 24 de outubro de 1932) é uma atriz brasileira reconhecida por sua longa e premiada trajetória no teatro, cinema e televisão. Vencedora do Troféu APCA de Melhor Atriz e do Kikito no Festival de Gramado, já foi laureada com o Troféu Mário Lago e recebeu duas indicações ao Troféu Imprensa. Ao longo de sua carreira, trabalhou nas principais emissoras de TV do Brasil, incluindo Globo, Record, Band, SBT, além das extintas Rede Tupi, TV Excelsior, Rede Manchete e TV Rio.
Ganhou destaque por seus papéis em produções como A Moça Que Veio de Longe (1964), A Muralha (1968), Pecado Capital (1975), Pai Herói (1979), Pantanal (1990), A Próxima Vítima (1995), Chocolate com Pimenta (2003) e Amor à Vida (2013).

## Biografia
É descendente do político brasileiro José Antônio Murtinho, natural da Bahia, mas governador do Mato Grosso no século XIX. Ele teve como filhos membros dos três poderes do Império do Brasil e/ou da Primeira República Brasileira: Manuel José Murtinho, igualmente governador matogrossense e que foi ainda ministro do Supremo Tribunal Federal; Joaquim Murtinho, senador por Mato Grosso e ministro nas presidências de Prudente de Morais e de Campos Sales, chegando a ser apontado como o bisavô da atriz; e outro José Murtinho, também senador por Mato Grosso. Magdalena do Amaral Murtinho era filha deste José, ainda senador quando esta faleceu no Rio Grande do Norte, em 1916. Era casada com Emmanuel Gomes Braga, então capitão do Porto de Natal, vindo a ser nomeado em 1923 para exercer essa função no Porto de Belém.  O casal teve como filhos Fernando, Frederico e Nilo Murtinho Braga, sendo Frederico o pai de Rosamaria.
Frederico Murtinho Braga, que havia integrado o Botafogo em 1919, era engenheiro agrônomo, trabalhando na Região Norte do Brasil para o Instituto Agronômico do Norte, onde conheceu Maria do Carmo - filha do Dr. Enéas Calandrini Pinheiro, então diretor do instituto. Nessa estadia no Pará, Frederico, apelidado de "Fred", veio também a ser campeão estadual de futebol com o Clube do Remo, em 1925 e em 1926. A atriz nasceu em Belém, mas mudou-se ao Rio de Janeiro ainda bebê, com somente 21 dias de vida. Tornou-se torcedora botafoguense por influência familiar sobretudo do tio Nilo, dono da mais alta média de gols do clube e participante da Copa do Mundo de 1930.
Rosamaria morou durante um ano nos Estados Unidos. Queria estudar direito e para isso vinha se preparando, mas entrou para o teatro, arte pela qual se apaixonou e que a fez desistir da carreira jurídica. Seu irmão começou a fazer teatro amador com Paulo Francis, e Rosamaria ingressou no grupo Studio 53. Uma das atrizes adoeceu e Rosamaria, a pedido de seu irmão e por sugestão de Paulo Francis, tomou o lugar dela, isso aos dezoito anos, num grupo amador, mas que levava o trabalho a sério. Um dia, Silveira Sampaio, que era dono do Teatro de Bolso, assistiu a uma apresentação do grupo e gostou de Rosamaria, convidando-a a participar de uma peça dele e, só aí, ela ganhou seu primeiro salário. Depois foi a vez de Sandro Polônio chamá-la para fazer teatro na cidade de São Paulo, mas os pais não permitiram. Porém, acompanhada pela mãe, Rosamaria foi para Portugal trabalhar.

## Carreira
Voltando ao Brasil, começou a trabalhar na televisão, ao mesmo tempo em que fazia teatro, com o Teatro dos Sete, que era de Fernanda Montenegro, Fernando Torres, Sérgio Britto e outros, por volta de 1955. Participou nessa época do programa Câmera Um, de Jacy Campos, que montava todo o espetáculo usando apenas uma câmera. Depois Rosamaria foi do Rio para São Paulo, participando de grandes peças, dentre as quais O Canto da Cotovia, A Rosa Tatuada e Manequim. Foi numa dessas montagens que viria a conhecer o ator Mauro Mendonça, com quem se casou em 1959.
Dependendo de seus trabalhos e dos de Mauro em televisão e teatro, a vida de Rosamaria sempre esteve entre a "terra da garoa" e a "cidade maravilhosa". Trabalhou na TV Tupi e, contratada pela TV Excelsior, mudou-se para São Paulo, onde participou de telenovelas como A Moça que Veio de Longe, A Muralha, Sangue do Meu Sangue, Os Estranhos, entre outras. Em 1972, estreou na TV Globo, participando de O Primeiro Amor, e onde outras telenovelas de sucesso se seguiram.
No fim da década de 1980 foi trabalhar na TV Manchete, atuando em Kananga do Japão e Pantanal.
Ficou afastada da televisão para presidir o Sindicato dos Artistas e Técnicos em Espetáculos de Diversão (Sated-RJ).
Retornou à TV Globo em 1994, participando da minissérie Memorial de Maria Moura.
Já em 1995, a atriz deu vida a Romana Ferreto em A Próxima Vítima, papel em que contracenava com Alexandre Borges.
Participou em 2005 de Malhação, interpretando Nair Sorrento (Naná), orientadora educacional do Colégio Múltipla Escolha, responsável pela república e avó da protagonista Betina (vivida por Fernanda Vasconcellos).
Em 2009, disputou a Dança dos Famosos, concurso do Domingão do Faustão.
Ganhou outros papéis de destaque em O Astro (2011) e Amor à Vida (2013), trabalho no qual viveu a interesseira Tamara Gouveia Sobral, sogra de Félix (Mateus Solano) e mãe de Edith (Barbara Paz). Uma dos antagonistas da trama, a personagem aconselhava a filha a encobrir as traições do genro.
Com Walcyr Carrasco, viveu personagens finas e elegantes, como a ex-vedete Margot em Chocolate com Pimenta (2003), a viscondessa Otília em Sete Pecados (2007), a mãe interesseira Tamara em Amor à Vida (2013) e a psicóloga Linda em A Dona do Pedaço (2019).
Foi homenageada, juntamente com seu marido Mauro Mendonça, quando ganhou o Troféu Mário Lago, em dezembro de 2016. No ano seguinte, o casal passou o prêmio para Caetano Veloso.
Em 2018, Rosamaria entra ao ar como a Rainha Crisélia, governante do reino de Montemor, numa participação especial para a novela Deus Salve o Rei. Em 2019 entra para o elenco de A Dona do Pedaço de Walcyr Carrasco como a psicóloga Linda Guedes, outra mãe interesseira, encobrindo traições do genro.

## Vida pessoal
Desde 1959 é casada com o ator Mauro Mendonça, com quem tem três filhos, o diretor Mauro Mendonça Filho, e o músico jPMendonça.

## Filmografia

### Televisão
| Ano     | Título                       | Personagem                                   | Notas                                        |
| ------- | ---------------------------- | -------------------------------------------- | -------------------------------------------- |
| 1956    | Grande Teatro Três Leões     | —                                            | Episódio: "Uma Rua Chamada Pecado"           |
| 1958    | Teatro Câmera Um             | —                                            | Episódio: "A Morte do Agiota"                |
| 1958    | Teatro Câmera Um             | —                                            | Episódio: "Otelo"                            |
| 1958    | Teatrinho Trol Tupi          | —                                            | Episódio: "O Lago Encantado "                |
| 1959    | Studio V                     | —                                            | Episódio: "Esta Noite É Nossa"               |
| 1959    | Teatro de Variedades         | —                                            | Episódio: "A Madrinha                        |
| 1959    | Teatro de Variedades         | —                                            | Episódio: "Tempestade na Rua Sycamore"       |
| 1959–60 | Grande Teatro Tupi           | Várias personagens                           |                                              |
| 1960    | Grande Teatro Johnnie Walker | —                                            | Episódio: "A Dama da Madrugada"              |
| 1960    | Grande Teatro Johnnie Walker | —                                            | Episódio: "Safo"                             |
| 1960    | Imitação da Vida             | Lucila                                       |                                              |
| 1961    | Teleteatro Brastemp          | —                                            | Episódio: "A Tia de Carlitos"                |
| 1961–64 | Teatro Nove Excelsior        | Várias personagens                           |                                              |
| 1962    | O Vigilante Rodoviário       | Rosa Repórter                                | Episódio: "A Repórter"                       |
| 1964    | A Moça que Veio de Longe     | Maria Aparecida                              |                                              |
| 1965    | TV de Comédia                | Duquesa Bridgestone                          | Episódio: "A Duquesa"                        |
| 1965    | Eu Quero Você                | Natália                                      |                                              |
| 1965    | Pecado de Mulher             | Rita                                         |                                              |
| 1965    | Ainda Resta uma Esperança    | Ivani                                        |                                              |
| 1966    | Somos Todos Irmãos           | Valéria                                      |                                              |
| 1966    | A Inimiga                    | Leonora                                      |                                              |
| 1966    | O Anjo e o Vagabundo         | Geni                                         |                                              |
| 1967    | Paixão Proibida              | Maria Helena                                 |                                              |
| 1967    | Sítio do Picapau Amarelo     | Branca de Neve                               | Episódio: "Peter Pan"                        |
| 1968    | A Muralha                    | Isabel Olinto                                |                                              |
| 1968    | O Santo Mestiço              | Isabel                                       |                                              |
| 1969    | Os Estranhos                 | Dionéia                                      |                                              |
| 1969    | Sangue do Meu Sangue         | Viviane                                      |                                              |
| 1970    | Ritinha Salário Minimo       | Ritinha                                      |                                              |
| 1972    | O Primeiro Amor              | Paula                                        |                                              |
| 1973    | Carinhoso                    | Ivone                                        |                                              |
| 1974    | O Espigão                    | Helka Escobar                                |                                              |
| 1975    | Escalada                     | Arlete                                       |                                              |
| 1975    | Cuca Legal                   | Joaquina Viana (Kinu)                        |                                              |
| 1975    | Roque Santeiro               | Matilde Mendes de Oliveira                   | Versão censurada                             |
| 1975    | Pecado Capital               | Eunice                                       |                                              |
| 1977    | Despedida de Casado          | Rejane                                       |                                              |
| 1977    | Nina                         | Arlete Torres Galba                          |                                              |
| 1979    | Pai Herói                    | Valquíria Montanha Brandão                   |                                              |
| 1980    | Chega Mais                   | Léa Fonseca                                  |                                              |
| 1981    | Jogo da Vida                 | Loreta Pires de Camargo                      |                                              |
| 1981    | Baila Comigo                 | Alice                                        |                                              |
| 1983    | Eu Prometo                   | Tarsila Serra Jardim                         |                                              |
| 1983    | Caso Especial                | Hermínia                                     | Episódio: "Esquadrão da Vida"                |
| 1983    | Caso Especial                | Sônia                                        | Episódio: "Do Outro Lado do Túnel"           |
| 1984    | Vereda Tropical              | Bárbara Vilela                               |                                              |
| 1985    | Jogo do Amor                 | Neide                                        |                                              |
| 1986    | Cambalacho                   | Cecília Romano Pereira (Céci)                |                                              |
| 1987    | Mandala                      | Glória Lunardo                               |                                              |
| 1989    | Kananga do Japão             | Joséphine Tavares                            |                                              |
| 1990    | Pantanal                     | Zuleika                                      |                                              |
| 1991    | O Fantasma da Ópera          | Amália                                       |                                              |
| 1994    | Você Decide                  | Bárbara                                      | Episódio: "O Louco"                          |
| 1994    | Memorial de Maria Moura      | Eufrásia                                     |                                              |
| 1995    | As Pupilas do Senhor Reitor  | Ressureição                                  | Episódios: "6–8 de dezembro"                 |
| 1995    | A Próxima Vítima             | Romana Ferreto                               |                                              |
| 1996    | A Vida como Ela é...         | Neuza                                        | Episódio: "O Anjo"                           |
| 1996    | Salsa e Merengue             | Bárbara Amarante Paes                        |                                              |
| 1998    | Corpo Dourado                | Isabel Moreira de Barros                     |                                              |
| 1998    | Você Decide                  | Cibele                                       | Episódio: "A Primeira Vez de Carlinhos"      |
| 1999    | Você Decide                  | Carmen Sinira                                | Episódio: "Amélia Que Era Mulher de Verdade" |
| 1999    | Chiquinha Gonzaga            | Princesa Isabel                              |                                              |
| 1999    | Vila Madalena                | Margot Ramirez                               |                                              |
| 2001    | Estrela-Guia                 | Carlota Salles                               |                                              |
| 2002    | As Filhas da Mãe             | Cissa                                        | Episódios: "19 de janeiro"                   |
| 2003    | Chocolate com Pimenta        | Margot Oliveira Fernandes                    |                                              |
| 2004    | A Diarista                   | Georgina                                     | Episódio: "Aquele do Dinheiro"               |
| 2004    | A Diarista                   | Mercedes                                     | Episódio: "Embarazada"                       |
| 2005    | Malhação                     | Nair Sorrento (Naná)                         |                                              |
| 2007    | Paraíso Tropical             | Dolores                                      | Episódios: "5-12 de março"                   |
| 2007    | Sete Pecados                 | Otília Albuquerque, Viscondessa de Sant'anna |                                              |
| 2008    | Toma Lá, Dá Cá               | Cidalva Moreira                              | Episódio: "Mãe Só Tem Uma"                   |
| 2009    | Dança dos Famosos            | Participante                                 | Temporada 6                                  |
| 2011    | O Astro                      | Magda Sampaio Magalhães                      |                                              |
| 2012    | Guerra dos Sexos             | Mirelle Darrieüx                             | Episódios: "6–8 de dezembro"                 |
| 2013    | Amor à Vida                  | Tamara Gouveia Sobral                        |                                              |
| 2014    | Dupla Identidade             | Suzana                                       |                                              |
| 2015    | Os Homens são de Marte...    | Leila                                        | Episódio: "A Coisa Mais Moderna"             |
| 2018    | Deus Salve o Rei             | Crisélia de Monferrato, Rainha de Montemor   | Episódios: "9–15 de janeiro"                 |
| 2019    | A Dona do Pedaço             | Linda Andrade                                |                                              |
| 2025    | Dona de Mim                  | Judite Guimarães                             | Episódios: "10 de junho–7 de agosto"         |

### Cinema
| Ano  | Título                      | Personagem        | Nota           |
| ---- | --------------------------- | ----------------- | -------------- |
| 1960 | Freddy - Weit ist der Weg   | —                 |                |
| 1962 | O Vigilante Rodoviário      | Marisa            |                |
| 1983 | A Longa Noite do Prazer     | Célia             |                |
| 1988 | Natal da Portela            | —                 |                |
| 1988 | Primeiro de Abril, Brasil   | —                 |                |
| 2003 | Didi, o Cupido Trapalhão    | Ana Poleto        |                |
| 2006 | O Amigo Invisível           | Joana             |                |
| 2009 | Um Pouco Mais da Eternidade | Verinha           | Curta-metragem |
| 2011 | Pegadas de Zila             | Mulher            | Curta-metragem |
| 2019 | O Trampo                    | Cantora de cabaré |                |
| 2021 | Nossas Senhoras             | Irmã              |                |
| 2025 | A Lista                     | Dona Iracema      |                |

## Teatro
Fonte: Itaú Cultural
- 1951 - O Acaso
- 1952 - O Herdeiro
- 1952 - Deu Freud Contra
- 1952 - 'Flagrantes do Rio
- 1952 - Judas em Sábado de Carnaval
- 1953 - O Remador Mascarado
- 1953 - Propriedade Condenada
- 1953 - Reginaldo, Costureiro
- 1953 - Antoinette ou A Volta do Marquês
- 1953 - Caso do Chapéu
- 1953 - O Caso do Vestido
- 1954 - No Tempo do Amadorismo
- 1954 - Virtude e Circunstância
- 1954 - Da Necessidade de Ser Polígamo
- 1955 - Sua Excelência em 26 Poses
- 1955 - Um Homem Magro Entra em Cena
- 1956 - O Canto da Cotovia
- 1956—57 - A Rosa Tatuada
- 1956—57 - Manequim
- 1956—57 - Moral em Concordata
- 1957 - Rua São Luís, 27 - 8º Andar
- 1957 - Pluft, o Fantasminha
- 1957 - Rua São Luís, 27
- 1958 - Bonito como um Deus
- 1958 - Homo Copacabanensis
- 1958 - Palavras Trocadas
- 1958 - Pif-Paf
- 1958 - Exposição 1935
- 1959 - A Colina das Sete Minas
- 1959 - A Gaivota
- 1959 - A Pura Ilusão
- 1959 - Antoinette ou A Volta do Marquês
- 1960 - Mulheres do Crepúsculo
- 1960 - Código Penal, Artigo 240
- 1960 - A Engrenagem
- 1961 - As Guerras do Alecrim e da Manjerona
- 1961 - O Tempo e os Conways
- 1961 - O Judeu
- 1961 - Os Namorados
- 1962 - Quatro num Quarto... em Perfeita Harmonia
- 1963 - Pequenos Burgueses
- 1964 - Círculo de Champanhe
- 1967 - A Infidelidade ao Alcance de Todos
- 1968 - Lisistrata: A Greve do Sexo
- 1970 - O Preço
- 1971 - Marido, Matriz e Filial
- 1974 - A Venerável Madame Goneau
- 1975 - A Feira do Adultério
- 1978 - A Fila
- 1981 - A Corrente para Frente
- 1981 - Isso Devia Ser Proibido
- 1981 - Vejo um Vulto na Janela, Me Acudam que Sou Donzela
- 1983 - A Grande Zebra
- 1984 - Tiro ao Alvo
- 1985—87 - Direita, Volver!
- 1991 - Retrato de Corpo Inteiro
- 1995 - Intensa Magia
- 1997 - A Partilha
- 1997 - Intensa Magia
- 1998—99 - O Abre Alas
- 2000—01 - Letti e Lotte
- 2004 - E Agora, o Que Eu Faço com o Pernil?
- 2010 - Sopros de Vida
- 2011 - O Pacto das Meninas
- 2016—17 - Dorotéia
- 2018 - Isaura Garcia: O Musical

## Radionovelas
| Ano  | Título      | Personagem           | Rádio      |
| ---- | ----------- | -------------------- | ---------- |
| 1954 | Veludo Azul | Charlotte / Theodora | Rádio Tupi |

## Prêmios e indicações
| Ano  | Prêmio                                     | Categoria              | Trabalho                  | Resultado |
| ---- | ------------------------------------------ | ---------------------- | ------------------------- | --------- |
| 1962 | Prêmio Saci                                | Melhor Atriz           | O Vigilante Rodoviário    | Indicada  |
| 1964 | Prêmio Roquete Pinto                       | Melhor Atriz           | A Moça que Veio de Longe  | Venceu    |
| 1966 | Troféu Imprensa                            | Melhor Atriz           | Somos Todos Irmãos        | Indicada  |
| 1968 | Troféu Imprensa                            | Melhor Atriz           | A Muralha                 | Indicada  |
| 1977 | Prêmio APCA de Televisão                   | Melhor Atriz           | Nina                      | Venceu    |
| 1988 | Festival de Cinema de Gramado              | Melhor Atriz           | Primeiro de Abril, Brasil | Venceu    |
| 1995 | Prêmio Melhores da Revista da TV - O Globo | Melhor Atriz           | A Próxima Vítima          | Venceu    |
| 1996 | Prêmio Contigo! de TV                      | Melhor Atriz Convidada | A Próxima Vítima          | Venceu    |
| 2015 | Prêmio Extra de Televisão                  | Prêmio Especial        | Homenagem                 | Venceu    |
| 2016 | Troféu Mário Lago                          | Conjunto da Obra       | Homenagem                 | Venceu    |
| 2016 | Troféu The Winner Awards                   | Carreira               | Homenagem                 | Venceu    |
| 2016 | Troféu Nelson Rodrigues                    | Melhor Atriz           | Dorotéia                  | Venceu    |
| 2016 | Prêmio Cenym de Teatro                     | Melhor Atriz           | Dorotéia                  | Venceu    |
| 2016 | Prêmio Botequim Cultural                   | Melhor Atriz           | Dorotéia                  | Indicada  |
| 2017 | Prêmio Juscelino Kubitschek                | Prêmio Especial        | Conjunto da Obra          | Venceu    |
| 2018 | Prêmio Arte Qualidade Brasil               | Conjunto da Obra       | Conjunto da Obra          | Venceu    |
| 2018 | Prêmio Contigo! de TV                      | Personagem do Ano      | Deus Salve o Rei          | Indicado  |